# Esaro (affluente del Coscile)
L'Esaro è un fiume della Calabria occidentale che ha origine tra il monte Petricelle (1.758 m) e il monte La Caccia (1.744 m) nel comune di Sant'Agata di Esaro.

## Descrizione
È il principale tributario del fiume Coscile e il principale subaffluente del Crati.
Presenta un ampio bacino di raccolta, che drena tramite numerosi affluenti come i torrenti Gronda e Rosa ed i fiumi Occido e Fullone. Ha una portata annua di quasi 9 m³/s. Il fiume è costeggiato dalla strada Roggiano Gravina-Casa Vetere-Malvito e da Sant'Agata di Esaro. Attraversa Malvito, Roggiano Gravina, Santa Caterina Albanese, San Lorenzo del Vallo e Spezzano Albanese.

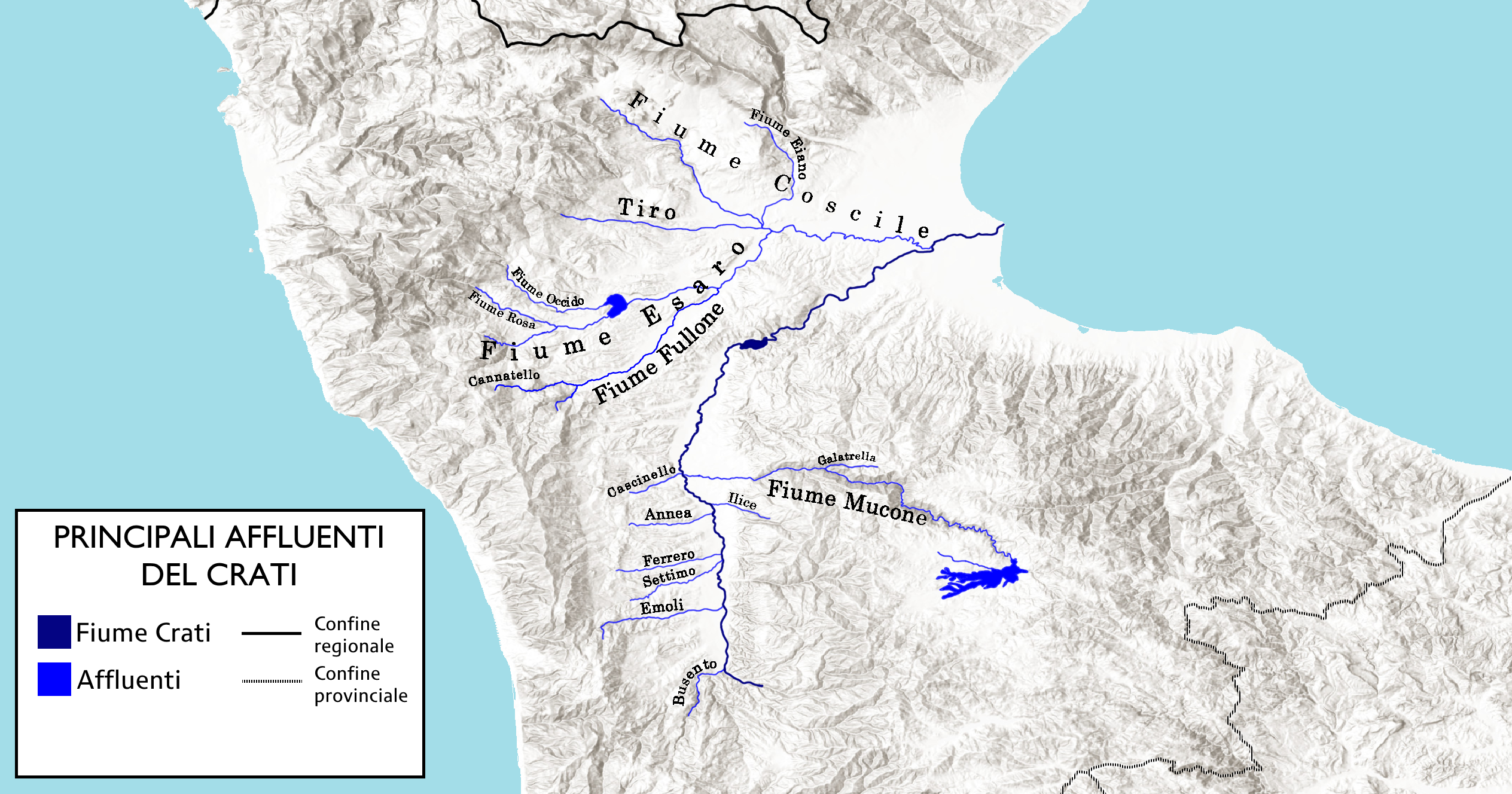
Mappa dei principali affluenti del Fiume Crati